# Municipio de Peace (Dakota del Norte)
El municipio de Peace (en inglés: Peace Township) es un municipio ubicado en el condado de Kidder en el estado estadounidense de Dakota del Norte. En el año 2010 tenía una población de 28 habitantes y una densidad poblacional de 0,3 personas por km².

## Geografía
El municipio de Peace se encuentra ubicado en las coordenadas 46°41′2″N 99°36′32″O / 46.68389, -99.60889. Según la Oficina del Censo de los Estados Unidos, el municipio tiene una superficie total de 93.66 km², de la cual 88,11 km² corresponden a tierra firme y (5,93 %) 5,55 km² es agua.

## Demografía
Según el censo de 2010, había 28 personas residiendo en el municipio de Peace. La densidad de población era de 0,3 hab./km². De los 28 habitantes, el municipio de Peace estaba compuesto por el 96,43 % blancos, el 3,57 % eran amerindios. Del total de la población el 0 % eran hispanos o latinos de cualquier raza.